# Болградска гимназия
Болградската гимназия „Георги Сава Раковски“ е първата българска гимназия от Възраждането и се намира в Болград, Украйна.

## История
Проект за българско средно училище в Бесарабия е разглеждан от руската администрация в средата на 40-те години, но не получава развитие заради руската политика за създаване на централизирана образователна система. Развитието му става възможно след Кримската война, когато Болград с около 40 български колонии е присъединен към Молдова. През януари 1858 година делегация на българските колонии представя в столицата Яш подписка за откриване на училището на княз Никола Конаки-Богориди, самият той от български произход. Съдействие им оказва и Георги Раковски, който по това време се намира в Яш и се познава с княза от ранна възраст.
На 10 юни 1858 година княз Никола Богориди издава хрисовул (грамота) за създаване на Народно централно училище в Болград, която подробно урежда неговия статут, финансиране и управление. То трябва да е достъпно за всички колонисти, независимо от материалното им положение, както и за всички православни, независимо от поста им, а преподаването по всички предмети става на български и румънски език. Грамотата прокламира, че преподаването в началните училища в колониите ще става на преобладаващия език в съответното селище – български или румънски. Тя определя източници за финансиране на училището – приходи на Болградската община и на други 39 общини, както и начинът на неговото управление – от Попечителски комитет от трима души, избирани с тригодишен мандат от делегати на българските колонии.
Българското централно училище „Свети Кирил и Методий“ е тържествено открито на 1 май 1859 година с първи и втори прогимназиален клас. Обучението трябва да става в две степени – тригодишен първи етап за подготовка на учители и писари и четиригодишен горен курс, завършването на който дава възможност за постъпване във висше училище. Класовете са създавани постепенно през годините, като последният 7-и клас е създаден през 1865 година.
Тълкувайки широко учредителния хрисовул на училището, неговото настоятелство се опитва да наложи обучението на български език и в 25-те начални училища в Румънска Бесарабия. През 1860 година то назначава за инспектор на начални училища революционера Павел Грамадов, който, заедно с директора на училището Димитър Мутев, обикаля селата в кампания за откриване на нови училища и промени в методиката на обучение в съществуващите. Това предизвиква конфликт с румънските власти, които смятат, че настоятелството е превишило правата си. Грамадов е уволнен, а опитът на негово място да бъде поставен Пандели Кисимов е неуспешен.
През следващите години ръководството на училището е в постоянни конфликти с администрацията, която се опитва да интегрира гимназията в румънската образователна система. Местните и централни власти предприемат многократни опити да разширят преподаването на румънски език и да въведат румънските програми по предмети като история. През 1876 година министерството на просветата изработва напълно нова учебна програма, заимствана от румънските училища с изключение на няколко предмета, като български език, но нейното въвеждане е осуетено от започналата Руско-турска война.
През 1861 година Болградската гимназия създава своя собствена печатница, която функционира до 1878 година. В нея са отпечатани повече от 70 книги, главно учебници и учебни помагала, използвани в много български училища. Там се печатат и различни брошури и периодични издания, като „Общ труд“ и открито политическия „Български глас“. От печатницата на Болградската гимназия излизат и първите издания на няколко художествени книги, като „Ловчанският владика“ на Теодосий Икономов и „Изгубена Станка“ на Илия Блъсков.
Александър Теодоров-Балан пише в една своя мемоарна книга за младите си години.:
| „ | През устройственото повремие на Болградската гимназия нейният живот е текъл твърде спокойно както в учебно, така и в обществено отношение. Тогава нейните учители са радили повече и книжевно, а нейната печатница е изкарала важни български издания. През следното повремие, от 1870 г. до Руско-турската война, се чувствува все по-осезателно да тупти един национализъм, вече не устройствен, но политически, тласкав, без устойност. Случи се да дойдат за учение в гимназията неколцина юноши из България, следвали на сръбски стипендии в Белградски училища и напуснали поради някакви неприязни спрямо тяхната българска народност: Димитър Йосифов от Прилеп, друг от Видин, а трети, Атанас Хитов от Сливен... Тяхното дохождане в Болград съвпадна и с учителството на Василь Стоянов. Разкази на тия юноши за видено и патено в сръбската столица и другаде или за преживяно в техните родни места, занимаваха живо умовете и въображението на местните болградски ученици... Между нас затече една нова струя: тя се насочваше към самообразование и българщина. | “ |

След възстановяването на руската власт в Южна Бесарабия през 1878 година в гимназията се засилват процесите на русификация.
През 2001 г. е подписан протокол между образователните министерства на България и Украйна, съгласно който обучението в гимназията следва да се осъществява основно на български език.

## Директори на гимназията
1. Сава Радулов (15 март 1859 – 20 август 1859)
2. Димитър Мутев (август 1859 – 14 януари 1864)
3. Георгий Маркович (30 януари 1864 – 2 август 1864)
4. Теодосий Икономов (12 август 1864 – 7 ноември 1864)
5. Васил Берон (7 ноември 1864 – 16 ноември 1867)
6. Павел Теодорович (1870 – 1881)
7. Георги Стаменов (1881 – 1888)

## Възпитаници на Болградската гимназия
Сред известните възпитаници на Болградската гимназия са (по азбучен ред):

### Политици и военни дейци
- Александър Малинов (1867-1938) – български политик, премиер на България
- Ангел Кънчев (1850-1872) – български революционер и национален герой
- Атанас Иванов Киров (1858-?) – опълченец, юрист, общественик, магистрат
- Гаврил Занетов (1863-1934) – юрист, общественик, магистрат
- Георги Сгурев (1857-1941) - юрист, министър на правосъдието в правителството на Константин Стоилов
- Георги Тодоров (1858-1934) – български генерал
- Данаил Николаев (1852-1942) – български генерал
- Димитър Греков (1847-1911) – български политик, министър в няколко български правителства
- Иван Колев (1861-1917) – български генерал
- Иван Салабашев (1853-1924) – български политик
- Йов Титоров (1854-1924) – български политик, министър в няколко български правителства, автор на книга и множество публикации
- Олимпий Панов (1852-1887) – български военен деец
- Порфирий Стаматов (1840-1935) - юрист, министър на правосъдието в правителството на руския генерал Казимир Ернрот

### Членове на Българската академия на науките
- Александър Теодоров-Балан - академик, първи ректор на Софийски университет „Св. Климент Охридски“
- Димитър Агура (1849-1911) - историк, академик, три пъти ректор на СУ „Св. Климент Охридски“

### Други
- Иван Вулпе (1876-1929) – оперен певец
- Димитър Йосифов (1855-1931) - стенограф, секретар на СУ „Св. Климент Охридски“, учител